# 博洛季夫卡
51°3′2″N 33°43′29″E / 51.05056°N 33.72472°E
博洛季夫卡（烏克蘭語：Болотівка）是位於烏克蘭東北部的村莊，由蘇梅州科諾托普區的布林市鎮負責管轄。該村處於捷爾恩河右岸，分別距離諾塔里烏西夫卡1公里和斯尼日基3公里，海拔高度155米，2001年人口131。